# إيوان شميد
إيوان شميد هو دراج سويسري، ولد في 15 نوفمبر 1947 في Oberbuchsiten ‏ في سويسرا، وتوفي في 15 مايو 2009 في Wangen bei Olten ‏ في سويسرا.

## وصلات خارجية
- إيوان شميد على موقع أرشيف الدراجات (الإنجليزية)
- إيوان شميد على موقع إحصائيات الدراجات الإحترافية (الإنجليزية)
- إيوان شميد على موقع أوليمبيديا (الإنجليزية)